# Fiat A.60

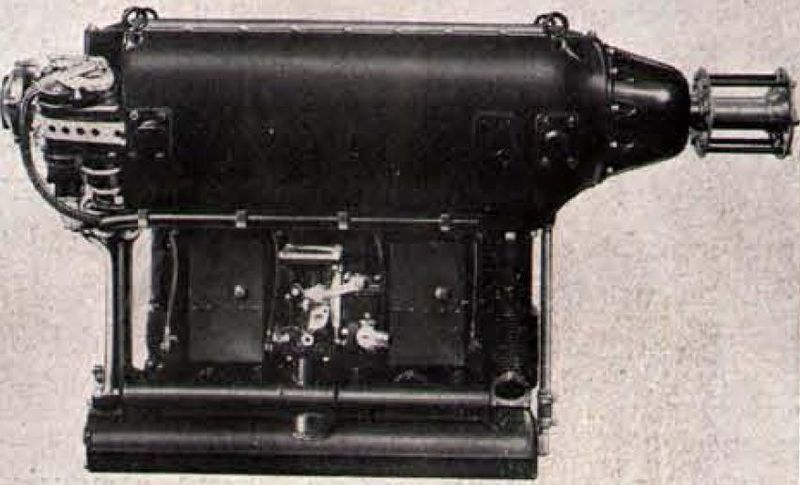
Motor de avião FIAT A.60 R

O Fiat A.60 foi um motor em linha de quatro cilindros refrigerado a ar desenvolvido na Itália na década de 1930.

## Projeto
O A.60 possuía um mecanismo de controle de válvula e empanque de distribuição, que possuía uma tampa especial garantindo o resfriamento uniforme dos cilindros. Além do A.60 básico, foi desenvolvida uma versão A.60-R que apresentava uma unidade de redução dianteira, autocentrada, e uma potência de 145 cv a 2.500 rpm, ou 1.580 rpm por minuto para a hélice.

## Aplicações
- Fiat G.2
- Fiat G.5
- Caproni Ca.100